# Karl-Göte Andersson
Karl-Ivar Göte "Karl-Göte" Sernius Andersson, (Karl-Ivar Göte Sernius i folkbokföringen) född 5 augusti 1904 i Eskilstuna, död 21 augusti 1959 i Frustuna-Kattnäs församling i Gnesta kommun, var en svensk målare.

## Biografi
Andersson var son till en konditor och efter några krokikurser på Konsthögskolan utbildade han sig främst genom självstudier, i första hand i Paris. I diffus och antydande form målade han landskap och figurer, ofta med melankoliskt drömmande prägel i romantisk färghållning, ofta en viss blåtonighet.
Andersson finns representerad bland annat på Borås konstmuseum och Eskilstuna konstmuseum.

## referenser
1. 1 2  ”Sörmlandskonstnären på resande fot”. Eskilstuna-Kuriren. 30 oktober 2010. Arkiverad från originalet den 5 december 2021. https://web.archive.org/web/20211205224215/https://ekuriren.se/kulturnoje/sormlandskonstnaren-pa-resande-fot/. Läst 29 juni 2017.
2. ↑   Sveriges dödbok 1860–2017 (Version 7.0). Solna: Sveriges släktforskarförbund. 2018. ISBN 9789188341310
3. ↑  KARL SERNIUS - Andersson Konstnärslexikonett amanda